# Porpoloma bambusarum
Porpoloma bambusarum är en svampart som beskrevs av Desjardin & Hemmes 2001. Porpoloma bambusarum ingår i släktet Porpoloma och familjen Tricholomataceae.   Inga underarter finns listade i Catalogue of Life.